# Блискучий (фільм)
«Блискучий» (фр. Le Brio) — французький комедійний фільм 2017 року, поставлений режисером Іваном Атталем з Данієлем Отеєм і Камелією Жорданою в головних ролях. Стрічка була номінована у 3-х категоріях на здобуття французької національної кінопремії «Сезар» 2018 року. 

## Сюжет
Нейла Салах з Кретея завжди прагнула стати адвокатом. У перший же день свого перебування в університеті Пантеон-Ассас, вона стикається з професором П'єром Мазардом, відомим своїми провокаціями і приватним курсами. Після бійки зі своїм студентом П'єр, щоб спокутувати свою провину, погоджується готувати Нейлу до участі в престижному конкурсі з красномовства. Незважаючи на його цинізм і вимоги, Найла, здається, знайшла саме того наставника, в якому відчувала потребу. Та, проте, їй все ж доведеться спочатку перебороти свої забобони.

## У ролях
| • Данієль Отей        | … | П'єр Мазард                             |
| • Камелія Жордана     | … | Нейла Салах                             |
| • Ясін Уїша           | … | Мунір                                   |
| • Нозха Кхуадра       | … | мати Нейли                              |
| • Ніколя Вод          | … | Грегуар Вівіані, президент університету |
| • Жан-Батист Лафарж   | … | Бенжамен де Сегонзак                    |
| • Віржиль Леклер      | … | Кофран                                  |
| • Зохра Беналі        | … | бабуся Нейли                            |
| • Жан-Філіпп Пюмартін | … | президент конкурсу                      |

## Знімальна група
- Автори сценарію — Віктор Сен Макарі, Яель Лангманн, Іван Атталь, Ное Дебре
- Режисер-постановник — Іван Атталь
- Продюсер — Бенжамен Елалуф, Дмитрій Рассам, Жером Сейду
- Співпродюсер — Джонатан Блюменталь, Серж де Пук, Сільвен Голдберг, Надя Гамліші, Ардаван Сафе, Жиль Ватеркейн
- Оператор — Ремі Шеврен
- Композитор — Майкл Брук
- Монтаж — Селія Лафітедюпон
- Художник-постановник — Мішель Аббе-Ваньє
- Художник з костюмів — Карін Сарфаті
- Підбір акторів — Жижі Апока

## Нагороди та номінації
| Список нагород та номінацій | Список нагород та номінацій | Список нагород та номінацій | Список нагород та номінацій | Список нагород та номінацій | Список нагород та номінацій |
| Кінопремія                  | Рік                         | Категорія                   | Номінант(и)                 | Результат                   | Дж                          |
| --------------------------- | --------------------------- | --------------------------- | --------------------------- | --------------------------- | --------------------------- |
| Премія «Люм'єр»             | 5.02.2017                   | Найкращий актор             | Данієль Отей                | Номінація                   | [ 4 ]                       |
| Премія «Люм'єр»             | 5.02.2017                   | Багатонадійна акторка       | Камелія Жордана             | Номінація                   | [ 4 ]                       |
| Премія «Сезар»              | 2.03.2018                   | Найкращий фільм             | Блискучий                   | Номінація                   | [ 2 ]                       |
| Премія «Сезар»              | 2.03.2018                   | Найкращий актор             | Данієль Отей                | Номінація                   | [ 2 ]                       |
| Премія «Сезар»              | 2.03.2018                   | Найперспективніша акторка   | Камелія Жордана             | Перемога                    | [ 5 ]                       |